# High Street, Oxford

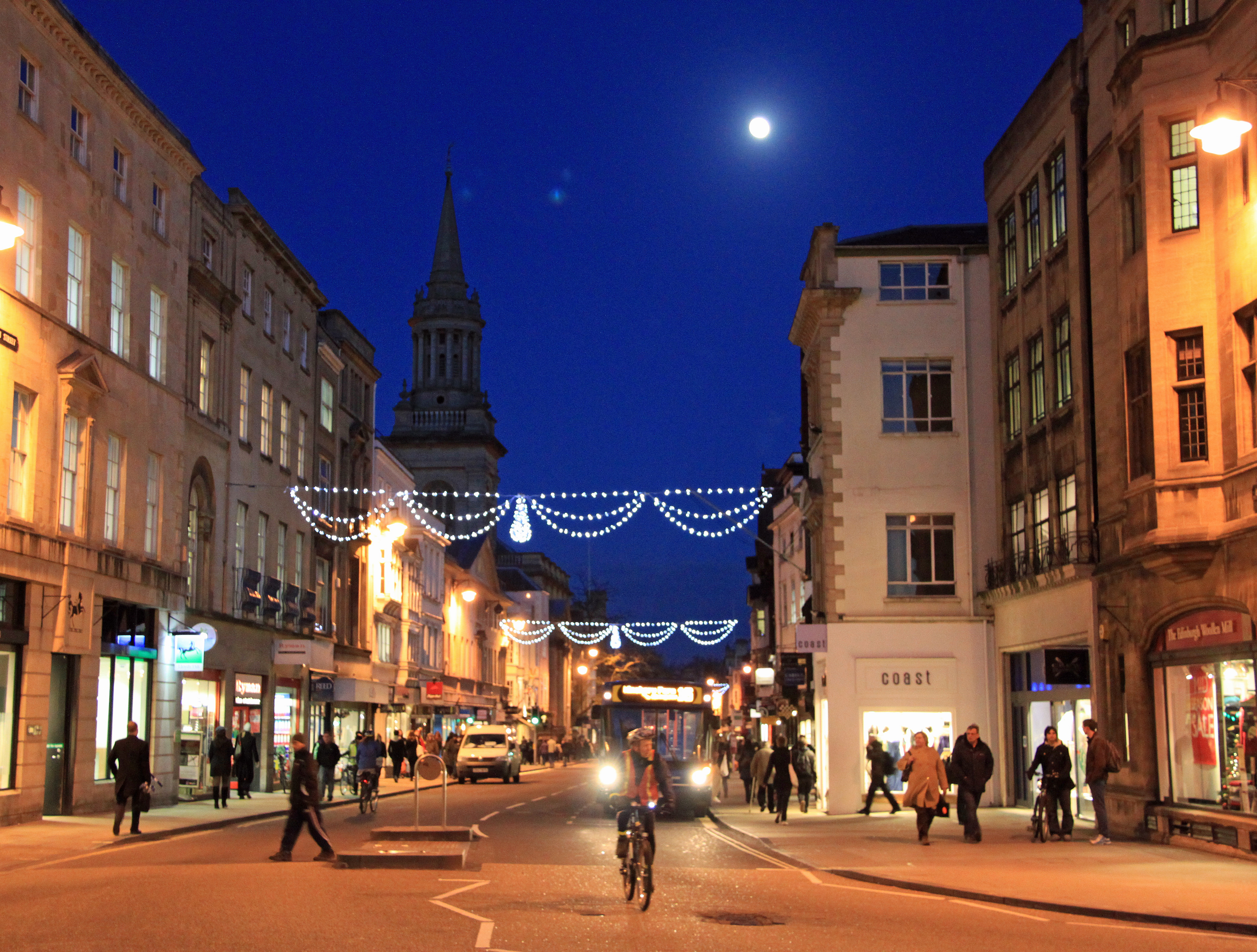
High Street kvällstid, 2009.

High Street är en huvudgata i centrala Oxford, England, som löper österut från den historiska stadskärnans mitt vid Carfax till den östra utfartsvägen mot London över Magdalen Bridge.
Vid gatan ligger ett stort antal historiska byggnader varav många har koppling till Oxfords universitet: västerifrån och österut längs gatans norra sida Oxfords saluhall Covered Market, Lincoln College, Brasenose College, University Church of St Mary the Virgin, All Souls College, The Queen's College, St Edmund Hall och Magdalen College. På gatans södra sida ligger Oriel College, University College, Examination Schools, Ruskin School of Drawing and Fine Art, Eastgate Hotel och Oxfords universitets botaniska trädgård.

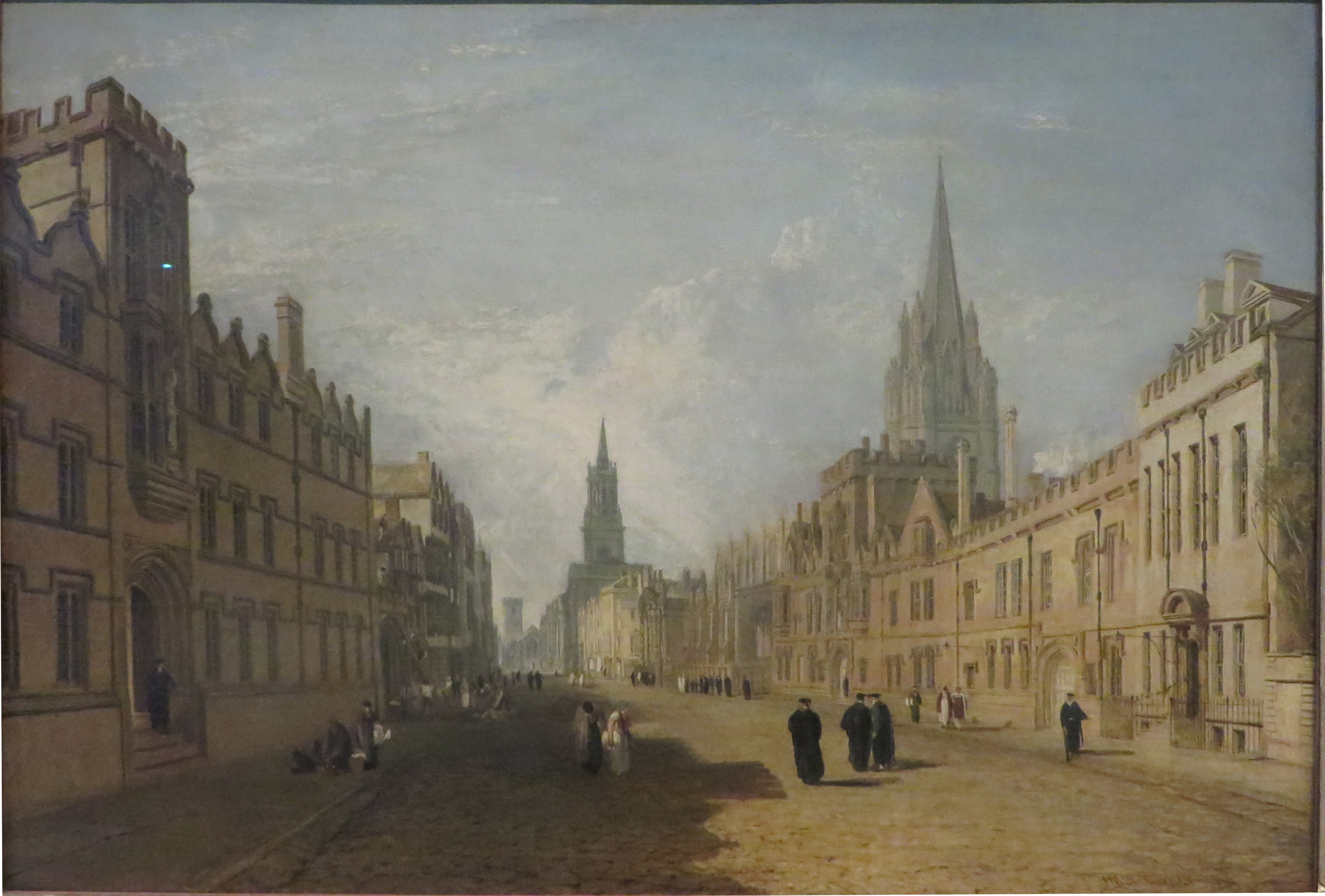
High Street, Oxford, målning av William Turner från 1810.

Gatan har avbildats i konsten ett flertal gånger, bland annat i J. M. W. Turners målning High Street, Oxford från 1810.